# Princip Anny Kareniny
Princip Anny Kareniny popisuje stav, v němž selhání některého z řady faktorů vede k celkovému neúspěchu. Úspěch vyžaduje vyvarování se mnoha separátních potenciálních příčin neúspěchu.

## Podmínky úspěchu
| „                                        | Všechny šťastné rodiny jsou si podobné, každá nešťastná rodina je nešťastná po svém. | “ |
| — Lev Nikolajevič Tolstoj: Anna Karenina |                                                                                      |   |

Tolstoj ukazuje, že pokud má být manželství úspěšné, musí předejít mnoha separátním příčinám neúspěchu, například:
- Shoda na finančních záležitostech,
- vzájemné porozumění nebo alespoň tolerance se širší rodinou obou manželů,
- shoda na bydlení,
- shoda na výchově dětí,
- shoda v sexuálních záležitostech.

Totální selhání byť i jen v jednom aspektu téměř jistě povede k celkovému selhání manželství, i kdyby všechny ostatní podmínky byly naplněny.

## Obecná aplikace
Zmíněný princip neplatí jen pro manželství, nýbrž je obecným principem, selhání libovolné vitální funkce znamená selhání celého systému.

## Příklady

### Domestikace zvířat
Princip Anny Kareniny popularizoval Jared Diamond ve své knize Osudy lidských společností, kde jím zdůvodnil, proč v průběhu dějin lidstva byl domestikováno jen malé množství zvířecích druhů, zatímco pokusy o domestikaci ostatních zvířat selhaly. Domestikace u nich selhala, protože došlo k naplnění alespoň jedné ze šesti skupin příčin:
Jednoduché krmeníAby byl chov domácího zvířete ekonomický, musí se snadno krmit, nejlépe být všežravec jako prase, nebo jeho strava musí být snadno k obstarání (jako seno pro krávu). Vybíravá zvířata, jako například panda, která se krmí jen bambusovými výhonky, jsou špatní kandidáti.
Rychlost růstuAby byl chov domácího zvířete ekonomický, musí dosáhnout pohlavní dospělosti v prvním nebo druhém roce života. Slon roste do pohlavní dospělosti 12 let a nebyl nikdy domestikován (v asijských zemích, kde je využíván jako pracovní zvíře, jsou chytáni a zkroceni pouze dospělí divocí jedinci, mláďata nejsou v zajetí odchovávána).
Problémy v odchovu v zajetíNěkterá zvířata je možné zkrotit, ale v zajetí se nemnoží. Například zkrocení gepardi byli chováni v domech velmožů od starověku, ale rozmnožit v zajetí se je podařilo až v druhé polovině 20. století v zoologických zahradách.
Agresivní chováníNěkterá zvířata by bylo možné domestikovat, kdyby jejich chov nebyl nebezpečný. Hroch nebo grizzly by mohli být excelentní kandidáti pro život na statku, většina potenciálních statkářů by však zřejmě jejich chov dlouho nepřežila.
Tendence k panikařeníNěkteré druhy zvířat mají geneticky naprogramován rychlý útěk „hlava nehlava“ v případě nebezpečí. To je vhodná evoluční strategie, je-li například stádo gazel napadeno predátorem na savaně, nicméně se stane krajně problematickým, pokud to samé stádo je uzavřeno v ohradě.
Sociální strukturaSamotářsky žijící druhy se velmi špatně domestikují. Stádně žijící živočichové jsou vhodnější, neboť členové stáda si mohou vtisknout člověka jako vedoucí zvíře.

### Další příklady
- Člověk umírá, jakmile selže první orgán v jeho těle, i když zbytek těla se těší dobrému zdraví.
- Spalovací motor se zastaví, jakmile selže první subsystém, i když ostatní systémy fungují bezchybně.